# Wybory prezydenckie w Gruzji w 2008 roku

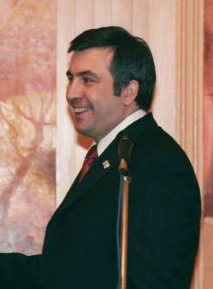
Micheil Saakaszwili

Wybory prezydenckie w Gruzji odbyły się 5 stycznia 2008 roku. Już w pierwszej turze wygrał je Micheil Saakaszwili, który tym samym zapewnił sobie reelekcję na stanowisku głowy państwa. Uzyskał wynik 53,38%.
Decyzję o rozpisaniu przyśpieszonych wyborów prezydenckich podjął 8 listopada 2007 prezydent Gruzji Micheil Saakaszwili w reakcji na demonstracje opozycji, jakie miały miejsce jesienią w Tbilisi. Było to jedno z głównych żądań opozycji.
25 listopada prezydent Micheil Saakaszwili zrezygnował z urzędu prezydenta, by w myśl gruzińskiej konstytucji móc ubiegać się o reelekcję prezydencką. Saakaszwili dwa dni wcześniej (23 listopada) otrzymał nominację swojej partii Ruch Narodowy jako jej kandydat w nadchodzących wyborach.
Wybory prezydenckie połączone były z referendum. Wyborom przyglądało się około 1000 obserwatorów OBWE, Rady Europy i innych, wśród których znalazło się 5 posłów i 2 senatorów z Polski. Lokale wyborcze zostały otwarte o godzinie 8.00 czasu lokalnego, głosowanie trwało do 20.00 (17.00 czasu polskiego). Do głosowania uprawnionych było ok. 3,4 mln obywateli liczącej 4,5 mln mieszkańców Gruzji. Oddawali oni swe głosy w 3400 lokalach w 76 okręgach wyborczych.

## Kandydaci
Początkowo walkę o najważniejsze gruzińskie stanowisko państwowe zapowiedziało aż 22 kandydatów, którzy jednak odpadali przy kolejnych etapach rejestracji, bądź nie spełniając wymogów formalnych, bądź przekazując swoje poparcie osobom mającym większe szanse na dobry wynik w wyborach. Jeszcze tydzień przed ogłoszeniem przez Centralną Komisję Wyborczą oficjalnej listy kandydatów swoje plany potwierdzało 13 kandydatów, z których jednak 6 nie spełniło najważniejszego wymogu, czyli zebrania 50 tysięcy podpisów poparcia. Ostatecznie 11 listopada Centralna Komisja Wyborcza ogłosiła nazwiska siedmiu kandydatów, których nazwiska znalazły się na liście wyborczej:
- Lewan Gaczecziladze – nominowany przez zjednoczoną opozycję
- Dawit Gamkrelidze – lider Partii Nowej Prawicy
- Gia Maisaszwili – lider Partii Przyszłości
- Szalwa Natelaszwili – lider Partii Pracy
- Badri Patarkaciszwili – biznesmen i magnat mediowy
- Micheil Saakaszwili – były prezydent i lider rządzącej partii Ruch Narodowy
- Irina Sariszwili – liderka prorosyjskiej Partii Nadziei

## Wyniki
Wybory prezydenckie wygrał Micheil Saakaszwili, uzyskując wynik 53,38% głosów. Drugie miejsce zajął Lewan Gaczecziladze, uzyskując poparcie 25,66%. Frekwencja wyniosła 56,17%.
| Kandydat              | Partia                                                     | Głosy     | %      |
| --------------------- | ---------------------------------------------------------- | --------- | ------ |
| Micheil Saakaszwili   | Ruch Narodowy                                              | 1 054 879 | 53,38% |
| Lewan Gaczecziladze   | bezpartyjny (popierany przez dziewięć opozycyjnych partii) | 507 124   | 25,66% |
| Badri Patarkaciszwili | bezpartyjny                                                | 140 360   | 7,1%   |
| Szalwa Natelaszwili   | Partia Pracy                                               | 129 466   | 6,55%  |
| Dawit Gamkrelidze     | Partia Nowej Prawicy                                       | 80 039    | 4,05%  |
| Gia Maisaszwili       | Partia Przyszłości                                         | 15 424    | 0,78%  |
| Irina Sariszwili      | Partia Nadziei                                             | 3 807     | 0,19%  |

OBWE uznała wybory za zgodne z większością zachodnich standardów dotyczących demokratycznych wyborów, zanotowano jednak poważne naruszenia. Mimo zasadniczo pozytywnej oceny obserwatorów OBWE opozycja uważała, że wybory zostały sfałszowane i domagała się ponownego zliczenia głosów oraz drugiej tury wyborów.